# Isaje
Isaje (ukr. Ісаї) – wieś na Ukrainie, w obwodzie lwowskim, w rejonie samborskim (do 2020 roku w rejonie turczańskim), nad Stryjem. Miejscowość liczy około 939 mieszkańców. Pierwsza wzmianka o miejscowości pochodzi z 1459.
Wieś prawa wołoskiego, położona była w drugiej połowie XV wieku w ziemi przemyskiej województwa ruskiego. W 1921 liczyła około 1668 mieszkańców. Przed II wojną światową w granicach Polski, wchodziła w skład powiatu turczańskiego.
W lipcu 1941 doszło tutaj do pogromu, w czasie którego Ukraińcy zabijali Żydów (łącznie w Isajach i Jasionce Steciowej zamordowano około 100 osób).

## Ważniejsze obiekty
- Cerkiew greckokatolicka